# Kebra Negast

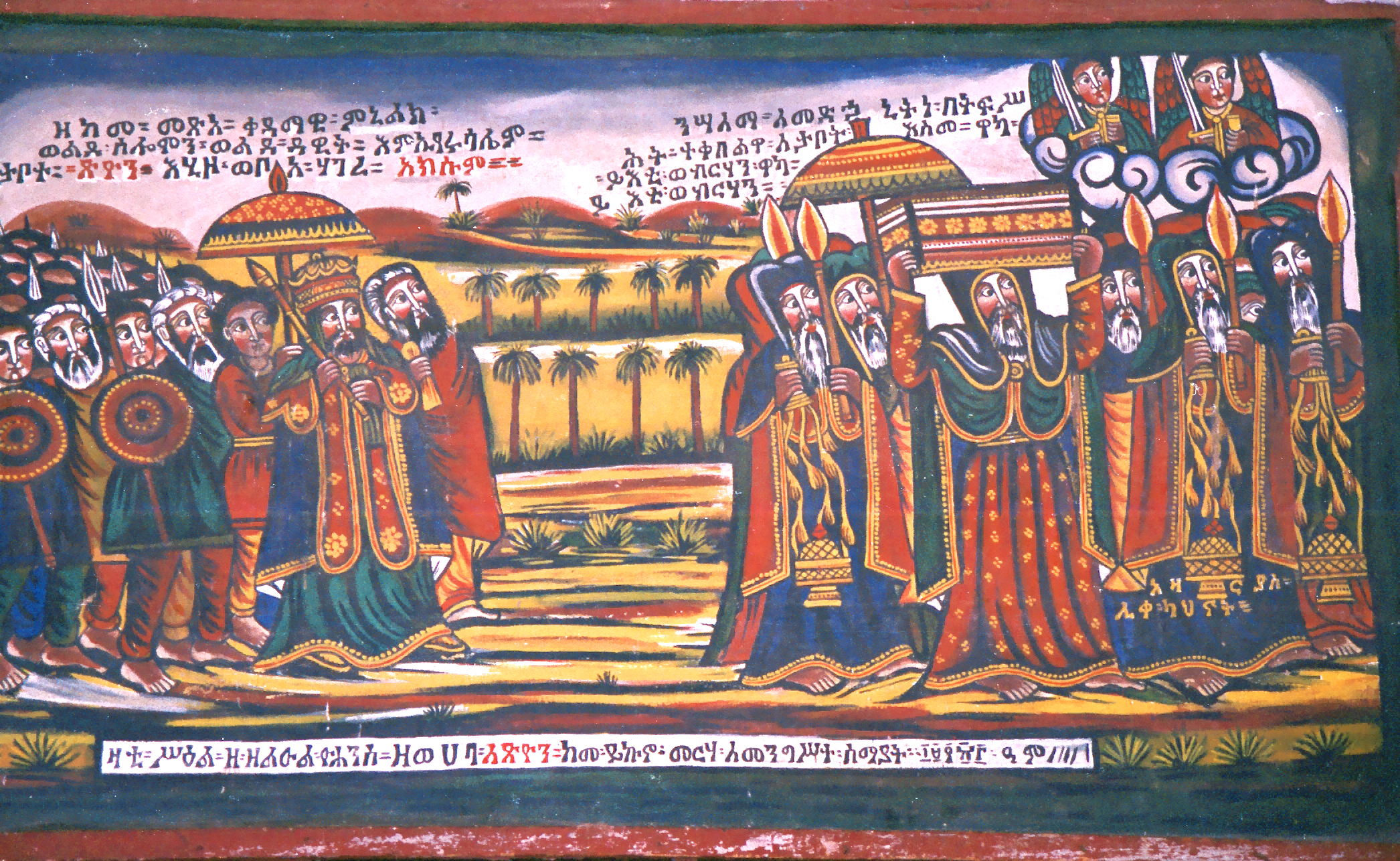
A Arca da Aliança chegando à Etiópia com Menelique I. Igreja de Santa Maria de Sião de Axum

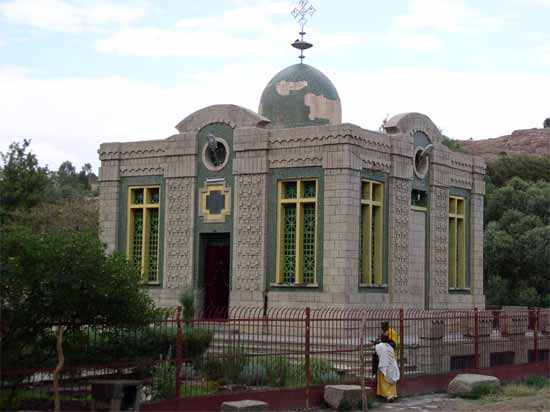
Capela onde estaria guardada a Arca da Aliança, em Axum

O Kebra Negast ou Kebra Nagast (em ge'ez: ክብረ ነገሥት; romaniz.: kəbrä nägäst), em português Glória dos Reis, é um livro que conta a história lendária da origem da Dinastia salomónica dos Imperadores da Etiópia. Escrita em gueês há mais de 700 anos, é considerada por muitos membros da Igreja Ortodoxa Etíope e do movimento Rastafari como uma obra de inspiração divina.
O texto foi redatado por volta do século XIII, na mesma época em que chegava ao trono da Etiópia a dinastia de Salomão, que justificava seu poder com base na tradição bíblica. Narra a história do encontro entre Maqueda, rainha de Sabá, com o rei Salomão, de cuja união nasce Menelique I, primeiro imperador da dinastia etíope (Negusa Negast, ou "Rei dos Reis"). Também conta como a Arca da Aliança teria sido trazida à Etiópia, onde até hoje estaria localizada na Igreja de Santa Maria de Sião, em Axum.
O Kebra Negast estabelece a dinastia real etíope como herdeira da tradição israelita e teve um papel muito importante na conformação da cultura do país, uma nação cristã cercada pelo mundo árabe islámico.

## Sinopse
O texto, composto de 117 capítulos, começa com uma assembleia de 318 sacerdotes ortodoxos que discutem em que consiste a grandeza dos reis (cap. 1 e 2). Um certo Gregório começa um relato que se inicia com Adão e termina com a construção da Arca da Aliança por Moisés (cap. 3 a 17). A Arca é, segundo o texto, uma cópia da morada (Sião) de Deus no céu, feita de madeira e coberta de ouro, dentro da qual foram guardadas as Tábuas da Lei (cap 17).
Após alguns comentários dos sacerdotes, toma a palavra o arcebispo Domício, que conta que encontrou um livro na Catedral de Santa Sofia (situada em Istambul, atual capital da Turquia) que diz que o mundo pertence ao imperador de Roma (Constantinopla) e ao Imperador da Etiópia (cap. 19). O mesmo arcebispo passa a narrar o ponto principal da obra: a história do encontro entre a rainha Maqueda e o rei Salomão, o nascimento do herdeiro Menelique e a vinda da Arca da Aliança à Etiópia.
Maqueda, "rainha do Sul", escuta do mercador Tamarim notícias sobre o glorioso reino do sábio e justo Salomão, e decide viajar a Jerusalém para visitá-lo (cap. 22 a 25). Encantada pela sabedoria do rei israelita, Maqueda declara: "De agora em diante não cultuarei o sol, mas sim o criador do sol: Jah, o Deus de Israel" (cap. 28). Um dia, a rainha decide voltar a sua terra e o rei, grande amante das mulheres, a engana e seduz (cap. 30). Nessa noite, Salomão tem um sonho premonitório em que vê um sol que brilha sobre Israel mudar-se para o sul, até a Etiópia, onde brilha ainda mais intensamente (cap. 30). No dia seguinte Maqueda começa sua viagem de volta à sua terra, mas antes recebe de Salomão um anel (cap. 31).
Na viagem à Etiópia, a rainha dá à luz um filho, Menelique (chamado Bayna-Lekhem no livro) (cap. 32). Aos doze anos, o garoto descobre que é filho do rei Salomão, e pede à mãe licença para visitá-lo, mas a rainha não permite, dizendo-lhe "eu sou teu pai e tua mãe, não queiras saber mais!" (cap. 32). 
O jovem era formoso e tinha a mesma aparência do rei. Aos vinte e dois anos, já treinado nas artes da guerra e cavalaria, decide novamente visitar o pai. Tanto insiste que a mãe lhe dá permissão, encarregando o mercador Tamarim de guiá-lo na viagem (cap. 33). Para que Salomão reconheça Menelique, Maqueda põe no dedo do filho o anel que o rei lhe havia dado em Jerusalém, e pede-lhe que traga um pedaço do manto que cobre Sião (o tabernáculo da Arca da Aliança) como relíquia (cap. 33).
Menelique viaja a Israel passando pela região de Gaza, onde os habitantes o reconhecem como filho de Salomão por sua grande semelhança física com o rei (cap. 34). Ao chegar a Jerusalém, Salomão o recebe com muitas honras, cedendo seu próprio trono para que se sentara (cap. 36). O filho pede um pedaço do manto do tabernáculo e dá o anel ao pai, mas este responde "por que me dás este anel? Já havia descoberto que tu tens minha aparência e és de fato meu filho" (cap. 36). Tamarim transmite uma mensagem de Maqueda ao rei, em que a rainha pede que Salomão designe Menelique como rei da Etiópia e o envie de volta. Salomão insiste que Menelique passe a morar com ele em Jerusalém mas, após uma conversa, o filho convence o pai de que tem de voltar a sua mãe (cap. 37).
Salomão decide que Menelique retorne a sua terra acompanhado dos filhos primogênitos de seus nobres (cap. 38). Numa cerimônia em Jerusalém, Menelique é consagrado Rei da Etiópia com o nome de David (cap. 39). Irritados por ter que abandonar sua terra, os jovens nobres roubam a Arca da Aliança, pondo uma cópia de madeira em seu lugar, sem que Menelique soubesse (cap. 45 e 46). Graças à ajuda do arcanjo Miguel, a viagem até a Etiópia é muito rápida, com as carruagens flutuando no ar (cap. 52). Em Gaza, os filhos dos nobres de Israel lhe contam a Menelique que trouxeram a Arca, justificando seu feito como sendo a vontade de Deus, o que deu grande alegria a Menelique (cap. 53). Salomão descobre o engano e, enfurecido, parte com seu exército a seu encalço (cap. 57 e 58), mas Menelique já vai longe e a perseguição fracassa. O rei retorna aos braços da sua rainha, a filha do faraó do Egito, que o convence a adorar os ídolos da sua terra (cap. 64 e 65).
Na capital etíope, Menelique e a Arca são recebidos festivamente pelo povo na capital Dabra Maqueda (Axum)(cap. 84 e 85), e a rainha Maqueda abdica do trono em seu favor (cap 86). O novo rei empreende várias campanhas militares, das quais sempre sai vencedor (cap 94). E assim Domício conclui a narrativa dos manuscritos que encontrou em Santa Sofia, e os sacerdotes reunidos celebram o fato de que o Kebra Nagast mostra toda a honra que cabe ao Rei da Etiópia em relação aos outros regentes da terra, e como o povo da Etiópia fez por merecer a glória de ter a Arca (Sião; cap. 95). Segue-se uma série de profecias sobre Jesus (cap 96-112) que termina com a profecia de que a Etiópia prevalecerá sobre Roma e que o reino dos judeus em Jerusalém será extinto (cap. 113 a 117). 